# Bolesław Jabłoński (żołnierz)
Bolesław Jabłoński vel Stanisław Jasieńczyk vel Stanisław Lewandowski ps. Kalia, Bill, Emma, Witocin (ur. 6 października 1909 w Opatowie, zm. 12 marca 1982 w Warszawie) – polski inżynier chemik, oficer Wojska Polskiego, Polskich Sił Zbrojnych i  Armii Krajowej, major piechoty, cichociemny.

## Życiorys
Po ukończeniu szkoły powszechnej w Opatowie uczęszczał do gimnazjum w Pruszkowie, które ukończył w 1931 roku. Od sierpnia 1931 roku do czerwca 1932 roku odbywał służbę wojskową w Szkole Podchorążych Rezerwy Piechoty w Śremie, którą ukończył w stopniu tytularnego plutonowego podchorążego rezerwy piechoty. Od 1932 roku studiował (z przerwami) na Wydziale Chemii Uniwersytetu Warszawskiego. W okresie studiów w 1934 roku był powoływany na obowiązkowe ćwiczenia wojskowe. Został awansowany do stopnia podporucznika rezerwy piechoty ze starszeństwem z dniem 1 stycznia 1935 roku. Studia ukończył w 1939 roku z tytułem inżyniera chemika. W czasie studiów w latach 1935–1938 był kierownikiem Bratniej Pomocy, działaczem terenu akademickiego OP. Należał do OWP i ONR.
We wrześniu 1939 roku walczył jako dowódca plutonu ckm-ów w 6 pułku piechoty Legionów Ośrodka Zapasowego 1 Dywizji Piechoty Legionów. Od 18 września w Grupie Operacyjnej „Landwarów” Obszaru Warownego „Grodno”. Był ranny w nogę w bitwie pod Gruszą. Dostał się do niewoli; uciekł na Litwę, przekraczając granicę polsko-litewską w nocy z 27 na 28 września 1939 roku. Został internowany i osadzony w obozie w mieście Birsztany. Po ucieczce z internowania w październiku znalazł się we Francji, gdzie dostał przydział do Samodzielnej Brygady Strzelców Podhalańskich, w której walczył (jako dowódca plutonu) m.in. w bitwie o Narwik. W bitwie tej zdobył swój pierwszy Krzyż Walecznych. W czerwcu 1940 roku został ewakuowany do Wielkiej Brytanii, gdzie otrzymał przydział do 1 batalionu strzelców podhalańskich 1 Brygady Strzelców. Po konspiracyjnym przeszkoleniu w wywiadzie (m.in. w Polskiej Szkole Wywiadu, działającej pod kamuflażem Oficerskiego Kursu Doskonalenia Administracji Wojskowej), został zaprzysiężony 7 kwietnia 1942 roku w Oddziale VI Sztabu Naczelnego Wodza.
Zrzutu dokonano w nocy z 1 na 2 września 1942 roku w ramach operacji „Chickenpox”. Dostał przydział do Okręgu Łódź AK, początkowo, od października 1942 roku do sztabu Okręgu, od stycznia–lutego 1943 roku do maja–czerwca 1944 roku był szefem Oddziału II Informacyjno-Wywiadowczego. Zajmował się m.in. lokowaniem agentów, również poza okręgiem, na kierunkach centralnych i północnych terenów Rzeszy, m.in. w Hamburgu, Berlinie, Gdańsku, Królewcu, Bremie, Monachium i Kolonii. W ramach pracy Oddziału II zebrano szereg informacji o policji niemieckiej i działaczach NSDAP w Łodzi. Umieszczono informatorów w sztabie XIII Korpusu Wehrmachtu w Łodzi oraz sztabie Ober-Ost (Dowództwo Wschodnie) w Spale.
Został „spalony” po „wsypie” Oddziału II Sztabu Okręgu na przełomie maja i czerwca 1944 roku. Od września 1944 roku pełnił funkcję szefa sztabu Okręgu, w tym czasie został odznaczony swoim drugim i trzecim Krzyżem Walecznych (trzecim – 10 listopada 1944 roku). Od listopada 1944 roku był w dyspozycji komendanta Okręgu. Rozkazem KG AK z 19 stycznia 1945 roku został awansowany na majora ze starszeństwem z dniem 1 stycznia 1945 roku.
Po wejściu Armii Czerwonej na teren okręgu ukrywał się w Piotrkowie i Łodzi. Został aresztowany 4 lutego 1945 roku przez NKWD. Był więziony w więzieniu UB przy ul. Anstadta w Łodzi, a później w więzieniach w Poznaniu, Śremie, Rembertowie i na Mokotowie w Warszawie. Po umorzeniu śledztwa został zwolniony w połowie 1945 roku. Zamieszkał u swej żony przy ul. Łowickiej w Warszawie, później mieszkał przy ul. Różanej 49. Ujawnił swą działalność konspiracyjną przed Komisją Likwidacyjną ds. byłej AK.
Do 1949 roku prowadził wytwórnię kalafonii „Techno-Chemia” przy ul. Okopowej w Warszawie. Po 1956 roku był właścicielem zakładu kaletniczego.
W dniu 15 stycznia 1949 roku funkcjonariusze UB urządzili dwutygodniowy „kocioł” (zatrzymywanie wszystkich osób przychodzących do lokalu) w jego domu przy ul. Różanej. 30 stycznia 1949 roku Jabłoński został przewieziony do więzienia mokotowskiego. 8 lutego 1949 roku Naczelna Prokuratura Wojskowa w Warszawie wydała postanowienie o zastosowaniu wobec niego tymczasowego aresztowania, podpisane przez wiceprokuratora NPW mjr. Zenona Rychlika.
Jabłoński przeszedł ciężkie śledztwo, po którym 15 stycznia 1950 roku został skazany na karę 9 lat więzienia, utratę praw obywatelskich i publicznych na okres 5 lat oraz przepadek mienia na rzecz Skarbu Państwa. Był osadzony w Zakładzie Karnym Warszawa-Mokotów, a następnie w Centralnym Więzieniu Karnym we Wronkach. W wyniku amnestii złagodzono mu karę do 6 lat, którą odsiedział w całości i wyszedł 30 stycznia 1955 roku ze zrujnowanym zdrowiem.
23 października 1956 roku Prokurator Generalny wystąpił do Sądu Najwyższego o rewizję nadzwyczajną na jego korzyść. Na skutek rewizji Sąd Najwyższy uchylił wyrok wydany przez Wojskowy Sąd Rejonowy z dnia 13 stycznia 1950 roku i uniewinnił go od zarzutów stawianych mu przestępstw. Uchylono także kary dodatkowe, w tym przepadek mienia.
Bolesław Jabłoński był inicjatorem ufundowania witraży upamiętniających czyn zbrojny i martyrologię żołnierzy AK i Polskich Sił Zbrojnych w Kościele Niepokalanego Poczęcia Najświętszej Maryi Panny w Warszawie.

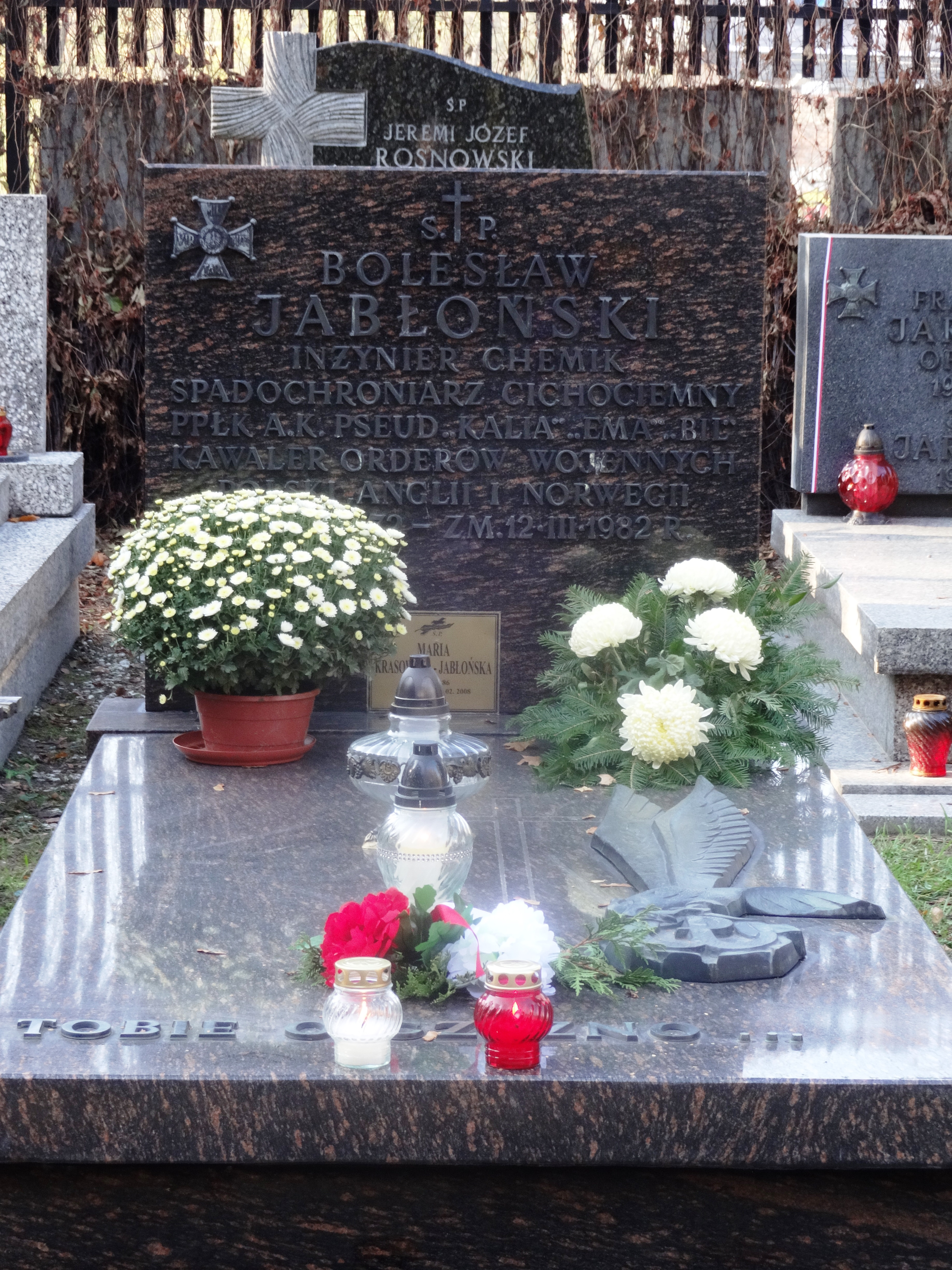
Grób Bolesława Jabłońskiego na warszawskich Powązkach Wojskowych

## Ordery, odznaczenia i odznaki
- Krzyż Srebrny Orderu Virtuti Militari nr 13329
- Krzyż Kawalerski Orderu Odrodzenia Polski – 1979[2]
- Krzyż Walecznych – trzykrotnie.
- Znak spadochronowy numer ( zwykły ) 0952.

## Życie rodzinne
Był synem Ludwika i Antoniny z domu Cieśli, właścicieli 6-hektarowego gospodarstwa rolnego. Był dwukrotnie żonaty. Pierwszą jego żoną była Julia Bartkiewicz (1908–1951), z którą miał córkę Jolantę (ur. w 1949 roku). Po śmierci pierwszej żony ożenił się z Marią Hanną Krasowską (ur. w 1924 roku).
Został pochowany na warszawskich Powązkach Wojskowych (kwatera D14-1-5).